# Romani Rose

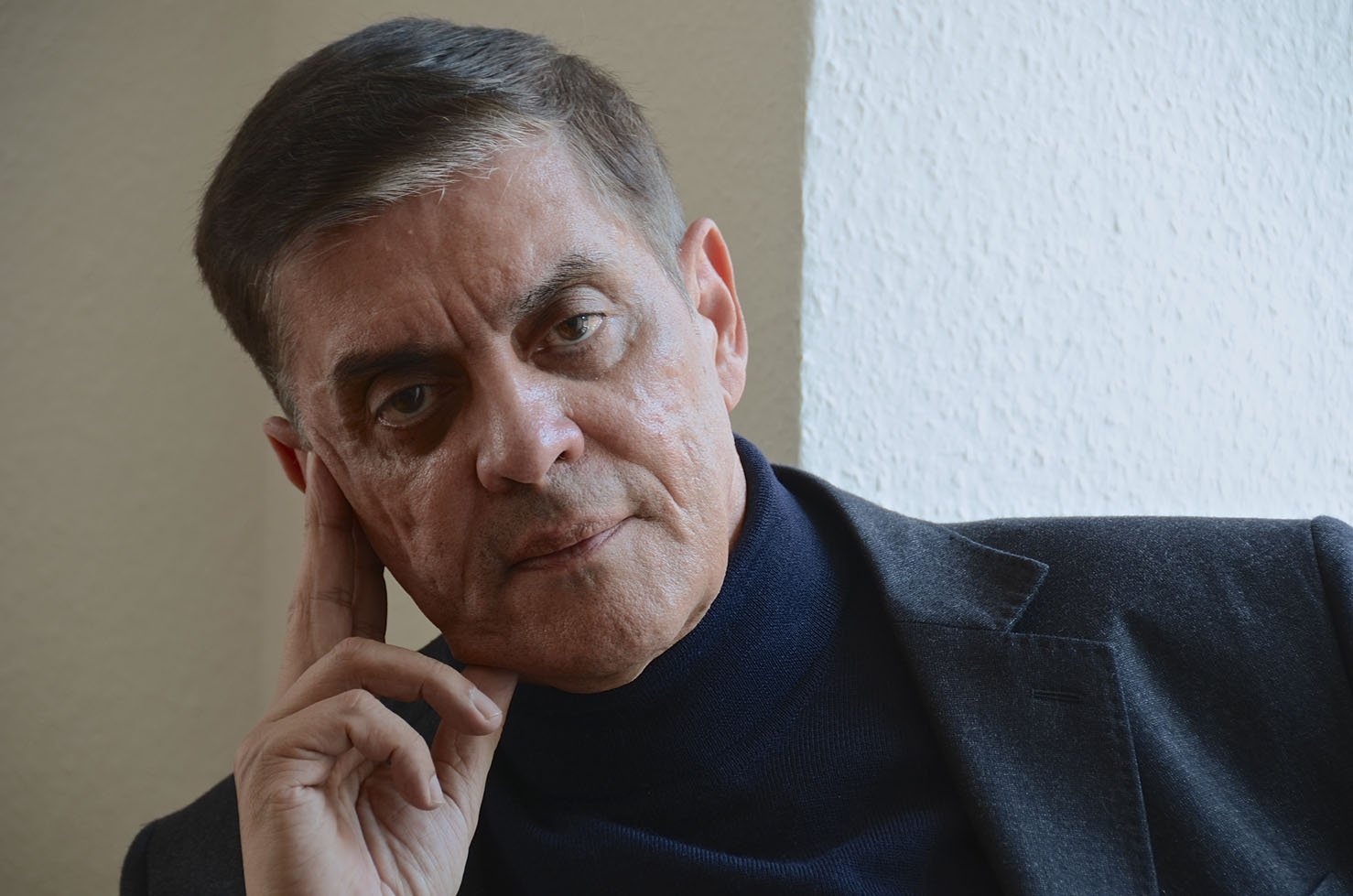
Romani Rose, 2014

Romani Oskar Rose (* 20. August 1946 in Heidelberg) ist ein deutscher Bürgerrechtsaktivist und seit 1982 Vorsitzender des Zentralrats Deutscher Sinti und Roma.

## Familie
Rose entstammt einer Sinti-Familie. 13 Mitglieder der Familie Rose, darunter Romani Roses Großeltern, wurden im sogenannten „Zigeunerlager Auschwitz“ oder im KZ Ravensbrück ermordet. Andere Angehörige überlebten als KZ-Häftlinge, Zwangsarbeiter, Opfer von medizinischen Experimenten im KZ Natzweiler oder konnten in der Illegalität untertauchen.
Vater und Großvater von Romani Rose betrieben ein Wanderkino in Schlesien. Sein Vater Oskar Rose und sein Onkel Vinzenz Rose überlebten den Porajmos. Die Brüder setzten sich seit 1946 für eine Strafverfolgung der Täter ein.
Romani Rose war bis 1982 als selbständiger Kaufmann und Teppichhändler tätig. Er ist verheiratet und hat sechs Kinder.

## Bürgerrechtsarbeit
Romani Rose setzt sich für Gleichberechtigung der deutschen nationalen Minderheit der Sinti und Roma ein, für den Schutz aller Roma vor Rassismus und Diskriminierung sowie für die Aufklärung des Ausmaßes und des historischen Stellenwerts des Porajmos, des Völkermords an den europäischen Roma.
Seit den 1970er Jahren widmete Rose sich intensiv der Bürgerrechtsarbeit für seine Minderheit. Ausgangspunkt war für ihn die Feststellung, dass der Antiziganismus „mit dem Ende des Zweiten Weltkriegs ... nicht aus den Köpfen verschwunden“ sei und dass „sich die deutsche Politik mit ihrer Geschichte sehr schwer getan“ habe. Das zu ändern habe bedeutet, als verfolgte Minderheit „sich das Bewusstsein für das Recht erkämpfen“ zu müssen. Daher trat 1980 eine Gruppe Sinti mit Romani Rose als Sprecher auf dem Gelände der KZ-Gedenkstätte Dachau in den Dachauer Hungerstreik, nachdem ihr vom bayerischen Innenministerium die Akteneinsicht in die Unterlagen der 1970 aufgelösten „Landfahrerzentrale“ verweigert wurde.
1979 wurde Rose zum Vorsitzenden des Verbands Deutscher Sinti gewählt. Seit Februar 1982 ist er Vorsitzender und Geschäftsführer des von ihm mitbegründeten Zentralrats Deutscher Sinti und Roma mit Sitz in Heidelberg. Der Zentralrat der Juden in Deutschland diente als Vorbild für die Dachorganisation der heute 16 Mitgliedsvereine (Landesverbände und regionale Vereine). Der Verband vertritt seither auf nationaler wie internationaler Ebene die Interessen der in Deutschland lebenden nationalen Minderheit der „Sinti und Roma“ (mit letzteren sind „autochthone“ osteuropäische Roma-Immigranten des 19. Jahrhunderts gemeint). Inzwischen setzt er sich auch für heutige osteuropäische Roma-Migranten ein, die in Rose einen engagierten Fürsprecher haben. Überhaupt sei ja „der Oberbegriff eigentlich Roma, weil die 10 bis 12 Millionen Angehörigen unserer Minderheit [in Europa] sich als Roma bezeichnen.“ 1991 übernahm Rose zudem die Geschäftsführung des Dokumentations- und Kulturzentrums Deutscher Sinti und Roma in Heidelberg, der vom Zentralrat Deutscher Sinti und Roma getragen wird.
Der damalige Bundeskanzler Helmut Schmidt empfing am 17. März 1982 eine Delegation des Zentralrats, u. a. mit Rose. Dabei wurden die NS-Verbrechen an den Sinti und Roma als Völkermord aus „rassischen“ Gründen anerkannt.
Im Februar 2023 war Rose Erstunterzeichner der von Sahra Wagenknecht und Alice Schwarzer initiierten Petition Manifest für Frieden.
Im Dezember 2024 beklagte Rose die Praxis der Justiz, ganze Familien unter dem Vorwurf der „Clan-Kriminalität“ zu erfassen und bezeichnete es als „skandalös“, dass das Innenministerium sich weigert, mit dem Zentralrat Deutscher Sinti und Roma einen Staatsvertrag zu unterzeichnen.

## Themen
Romani Rose arbeitet daran, die Kultur und die gesellschaftliche Lage der mitteleuropäischen, im späteren Deutschen Reich ansässigen Sinti sowie der im 19. Jahrhundert dorthin migrierten vormals osteuropäischen, seit langem aber deutschen Roma als integrierte, sesshaft lebende romanessprachige nationale Minderheit in der Mehrheitsgesellschaft bekannt zu machen und über die abwertenden und romantisierenden mehrheitsgesellschaftlichen Mythen aufzuklären. Zu diesem Zweck wurde das Denkmal für die im Nationalsozialismus ermordeten Sinti und Roma Europas in Berlin im Oktober 2012 im Beisein von Bundeskanzlerin Angela Merkel und Bundespräsident Joachim Gauck eingeweiht. Rose hat Rassismus und Diskriminierung der Angehörigen der Minderheit durch Behörden und Politiker nach 1945 ins öffentliche Bewusstsein gebracht. Rassismus beginne, so Rose, mit dem Klischee vom „fahrenden Volk“.
Zu seinen Arbeitsthemen gehört auch die Migration von Roma aus Osteuropa nach dem Ende des Ostblocks. Dort herrschten für die Minderheit heute „Ausgrenzung, Perspektivlosigkeit, Rassismus“. Tägliche Gewalt und untätige Behörden zwängen Roma dazu, „in völliger Anonymität zu leben“. Die ihre Heimat verließen, würden in Deutschland unter Stichworten wie „Prostitution, Bettelei und Schwarzarbeit“ „sofort in die Kriminalitätsecke gedrängt“. Biologistisch-genetische Erklärungen, die nicht verschwunden seien, seien rassistisch. In den 1970er Jahren seien etwa hunderttausend jugoslawische Roma als Gastarbeiter nach Westdeutschland gekommen. „Deren Kinder sind jetzt deutsche Staatsbürger, die haben Berufe, die sind völlig integriert.“

## Schriften
- Sinti und Roma, Verlag der Gesellschaft für bedrohte Völker, Göttingen 1980
- Wir wollen Bürgerrechte und keinen Rassismus. Sinti und Roma seit 600 Jahren in Deutschland, hrsgg. v. Zentralrat Deutscher Sinti und Roma, Heidelberg 1985
- Bürgerrechte für Sinti und Roma. Das Buch zum Rassismus in Deutschland, Heidelberg 1987
- (zusammen mit Walter Weiss) Sinti und Roma im „Dritten Reich“: das Programm der Vernichtung durch Arbeit. Hrsgg. vom Zentralrat Deutscher Sinti und Roma, Göttingen, Lamuv, 1991 und 2. A. 1995, ISBN 3-88977-248-X
- (Hrsg.) „Den Rauch hatten wir täglich vor Augen...“: Der nationalsozialistische Völkermord an den Sinti und Roma. Heidelberg, Verlag Wunderhorn, 1999, ISBN 3-88423-142-1
- Der national-sozialistische Völkermord an den Sinti und Roma [Elektronische Ressource] Heidelberg : Dokumentations- und Kulturzentrum Deutscher Sinti und Roma, 2000
- Die katholischen Bischöfe und die Deportation der Sinti und Roma nach Auschwitz-Birkenau [Elektronische Ressource] Heidelberg : Dokumentations- und Kulturzentrum Deutscher Sinti und Roma, Heidelberg 2008

Romani Rose hat zahlreiche Aufsätze verfasst, darunter auch Beiträge für Veröffentlichungen der OSZE und des UNO-Ausschusses gegen Rassismus.

## Ehrungen
- 2008 wurde Romani Rose mit dem Bundesverdienstkreuz I. Klasse geehrt.
- 2012 wurde er mit dem Muhammad-Nafi-Tschelebi-Preis ausgezeichnet.[12]
- 2012 bekam Romani Rose von Viktor Orbán den Ungarischen Verdienstorden Mittelkreuz überreicht. Im Juni 2021 verkündete Rose, den Orden aus Protest gegen die ungarische Anti-LGBT-Gesetzgebung zurückgeben zu wollen.[13][14]
- 2014 wurde Romani Rose mit dem „Schleswig-Holsteinischer Meilenstein“ des Verbandes Deutscher Sinti und Roma e. V. – Landesverband Schleswig-Holstein für sein jahrelanges Engagement für die Minderheit der Sinti und Roma ausgezeichnet.[15]
- 2017 wurde er mit dem Ehrenpreis der Stiftung „Münchner Bürgerpreis für Demokratie - gegen Vergessen“ ausgezeichnet.[16]
- 2017 wurde Romani Rose mit dem Großen Bundesverdienstkreuz geehrt.

## Sonstiges
Seit 2010 engagiert sich Rose, zusammen mit Maria Böhmer und Barbara John, als Schirmherr bei Show Racism the Red Card Deutschland e. V.

## Film
- Peter Nestler (Regie): Unrecht und Widerstand. Romani Rose und die Bürgerrechtsbewegung.  Dokumentarfilm, D, 2022, 112 Min.[19]